# Province de Cagliari
La province de Cagliari est une ancienne province italienne dont le chef-lieu était Cagliari. C'était l'une des huit provinces de la région autonome de Sardaigne.

## Tourisme
Pula fait partie des centres touristiques sardes les plus importants grâce à la diversité des axes de la Randonnée en Sardaigne et à la présence des vestiges antiques du parc archéologique de Nora (VIII av. J.-C.), devenues un musée en plein air, avec les temples, forum, les bains et l’amphithéâtre, utilisé en été pour des concerts et des festivals.

## Administration
La province de Cagliari a été redécoupée par une loi de 2001 entrée en application le 9 mai 2005 (et compte désormais 60 communes). Elle correspondait à peu près à l'ancien judicat de Calaris, nom ancien de Cagliari.
En 2016, elle a été remplacée par la ville métropolitaine de Cagliari et par la province de Sardaigne du Sud.